# جدعون

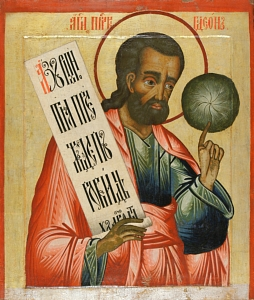
یک تمثال سدهٔ هیجدهمی روسی از جدعون.

جـِدعون (در عبری:גִּדְעוֹן، به معنی «چوبین» یا «درخت‌انداز») از شخصیت‌های تنخ یهودی و عهد عتیق در انجیل، و از داوران بنی‌اسرائیل است که نخستین بار نامش در صحیفه یوشع و کتاب داوران ذکر شده‌است. نام او در رساله به عبرانیان در عهد جدید به عنوان یکی از قهرمانان ایمان ذکر شده‌است. جدعون پسر یوآش و از قبیلهٔ منسی بوده‌است که در عفره واقع در شرق کوهستان موره بین بیت‌شان و کوهستان تابور که شهری درطایفه یساکار است؛ زندگی می‌کرد. پدر جدعون بعل را پرستش می‌کرد. بر اساس روایات یهودی، وقتی فرشته خدا بر جدعون فرود آمد، جدعون سی‌سال داشت.
زمان داوری جدعون، دوران صلح دبوره با کنعانیان به پایان رسیده بود و مدیان بر بنی‌اسرائیل تسلط داشت و مدیانیان برای خودشان در سرزمین‌های اسرائیل زیرزمین‌ها و مغازه‌ها و حصارهایی ساخته بودند؛ و محصولات زراعت بنی‌اسرائیل را غارت می‌کردند. بنا به روایات یهودی، جدعون از ترس مدیانیان، گندم را در چرخشت می‌کوبید که از سوی خدا به او وحی شد؛ فرشته خدا از جدعون خواست که قربانیگاه بعل و تاکستان اطرافش را که پدرش ساخته و زراعت کرده بود، تخریب کند و قربانی‌گاهی برای یهوه در آن‌جا بسازد، جدعون چنین کرد و یهوه او را از دست بت‌پرستان رهایی داد و از آن به بعد، او یربعل (عبری: יְרֻבַּעַל به معنی «بعل مجادله می‌کند») نام گرفت. بر اساس کتاب داوران، بعد از این که مدیانیان به زراعتگاه بنی‌اسرائیل هجوم بردند، خداوند جدعون را برانگیخت تا ایشان را رهایی دهد، اما جدعون که به خودش و به فرمان خدا ایمان نداشت، از خدا خواست که معجزه‌ای بفرستد؛ تا از یاری او اطمینان یابد.
۳۶ و جدعون به خدا گفت اگر می‌خواهی اسرائیل را چنان که گفتی به واسطه من رهایی دهی.
۳۷ اینک من جلد پشمین را به خرمن می‌گذارم، اگر شبنم بر روی آن به تنه نشیند و خشکی بر تمامی زمین بوده، آنگاه خواهم دانست که اسرائیل را چنان که گفتی، به واسطه من رهایی خواهی داد.
۳۸ و چنین شد زیرا که بامداد چون برخاست، جلد پشمین را پیچانده یک کاسه پر از آب آن شبنم فشرد.
۳۹ و جدعون با خدا گفت که خشم تو بر من نیفروزد، همین که یک مرتبه خواهم گفت. تمنا این‌که این یک مرتبه با جلد پشمین امتحان کنم؛ اکنون بالای جلد پشمین به تنها خشک باشد و بالای تمامی زمین شبنم.
۴۰ و خدا در آن شب چنین کرد و بالای جلد پشمین به تنها خشکی و بر تمامی زمین شبنم نشسته بود۳۹ و جدعون با خدا گفت که خشم تو بر من نیفروزد، همین که یک مرتبه خواهم گفت. تمنا این‌که این یک مرتبه با جلد پشمین امتحان کنم؛ اکنون بالای جلد پشمین به تنها خشک باشد و بالای تمامی زمین شبنم.(داوران، باب ششم آیات ۳۶ تا ۴۰)
پس جدعون لشکری از سربازان قبیله منسی، آشیر، زبولون و نفتالی تشکیل داد. بر اساس روایات یهودی، خداوند برای پیشگیری از غرور بنی‌اسرائیل تعداد لشکریان جدعون را از سی و دو هزارنفر به ده‌هزار و در نهایت به سیصد نفر کاهش داد.
۲ و خدا به جدعون گفت قومی که با تواند بسیارند و مدیان را به دست ایشان تسلیم نکنم، مبادا که اسرائیل بر من فخر گویند که دست ما است که ما را رهانیده.
۳ پس حال به گوش قوم خود ندا کرده ایشان را بگو که هر کسی که هراسان و ترسان آمده، برگردد و از کوه جلعاد بشتابد. و از قوم بیست و دو هزار تن برگشتند و ده هزار تن ماندند.
۴ و خداوند به جدعون گفت که دیگر قوم تو بسیارند؛ ایشان را به این آب‌ها به زیرآور تا ایشان را در آنجا برای تو تجربه کنم و مقرر است هر کسی که به تو می‌گویم با تو خواهد رفت، که او با تو رفتنی‌است. و هر کسی را که به تو بگویم که این با تو نخواهد رفت، نباید برود.
۵ پس قوم را به آن آب‌ها به زیر آورد و خداوند به جدعون گفت که هر کسی که آب را به زبانش می‌لیسد، آن‌چنان که سگان می‌لیسند او را تنها بگذار. و آن کس را که به زانویش خم شده، از آب می‌نوشد، او را نیز تنها بگذار.
۶ و سیصد تن آب را دست به دهان می‌لیسیدند و باقی‌ماندگان قوم بر زانوی خویش خم شده از آب نوشیدند.
۷ و خدا جدعون را گفت که شما را با آن سیصدتن که آب را دست به دهان لیسدند، رها دهم و مدیان به دست شما تسلیم خواهد شد و تمامی قوم هر کس به جایش باید برود.
۸ پس قوم توشه راه و کرناهای خود را به دست گرفتند و مردمان ایشان هر کس به چادر خود رفت، و جدعون آن سیصدتن را نگاه داشت و اردوی مدیانیان در دره زیر بود.(داوران، باب هفتم آیات ۳ تا ۸)
تورات روایت کرده‌است که در همان شب خدا به جدعون و خدمتکارش فوره دستور داد که به اردوی مدیانیان وارد شود. بر اساس روایت عهد عتیق، در همین حین یکی از مدیانی‌ها در حال بازگو کردن خواب خود برای دوستش بود و دوست او خواب را شکست مدیان و پیروزی بنی‌اسرائیل تعبیر کرد. جدعون به اردوی بنی‌اسرائیل برگشت و به هر یک از مردانش یک کرنا، یک چراغ و یک کوزه خالی داد.بنی‌اسرائیل در اردوی مدیان، کرنا نواختند، کوزه‌ها را شکستند و مشعل را به دست خود گرفته، نام یهوه و جدعون را بر زبان راندند.
مدیانیان فرار کردند و لشکرشان را به سمت بیت‌شطه در صریرث و سرحد آبیل محولاه هدایت کردند. جدعون مردم نفتالی، آشیر و منسه را برای تعقیب مدیانیان فراخواند و فرستادگانی را نیز به افرایم بفرستاد تا مدیانیان را دستگیر کنند. سرانجام، اهل مدیان گرفتار شدند و دو سردارشان عوریب و زیب کشته شدند.
بعد از پیروزی مردان افرایم به او شکایت کردند که چرا ایشان را همراه خود نبرده ولی وی فروتنانه ایشان را راضی کرد. جدعون به فتوحات خود ادامه داد و زبح و صلمونع را که در جنگ با مدیان، بنی‌اسرائیل را همراهی نکردند، شکست داد. پس از این، مردم بنی‌اسرائیل جدعون را به داوری برگزیدند. او از طلا و جواهرات مردم ایفودی ساخت و آن را در شهر عُفرَه نصب کرد؛ که بعدها موجب بت‌پرستی بنی‌اسرائیل شد. جدعون زنان بسیار و هفتاد پسر داشت و یکی از زنانش برای وی پسری به نام ابیملک زایید.(به معنی «پدر من شاه است») جدعون در سنین پیری مُرد و در عُفرَه ابیعزری در قبر پدرش یواش دفن شد. پس از او پسرش ابیملک به داوری بنی‌اسرائیل رسید.
جدعون در اندیشه مسیحیان از قدیسان است و کلیسای ارتدوکس شرقی ۲۶ سپتامبر و در کلیسای انجیلی ارمنستان ۳۰ ژوئن روز بزرگداشت اوست.